# Unhaltbarkeit
Unhaltbarkeit. Auf dem Weg in eine andere Moderne ist ein soziologisch-zeitdiagnostisches Buch von Ingolfur Blühdorn, das 2024 im Berliner Suhrkamp Verlag erschien. Darin beschreibt er das Scheitern ökoemanzipatorischer Politik, wie sie seit den 1970er-Jahren betrieben wird. Solche Politik kippe derzeit auf dem Weg in eine andere Moderne in ihr Gegenteil um. Grundlegende Glaubenssätze emanzipatorischer Politik seien unhaltbar geworden.

## Inhalt
Dem Buch ist ein Motto von Eugen Roth vorangestellt:
Ein Mensch sieht schon seit Jahren klar:
Die Lage ist ganz unhaltbar.
Allein – am längsten, leider, hält,
Das Unhaltbare auf der Welt.
Laut Blühdorn haben die gängigen Apelle, dass „wir“ angesichts der jeweils aktuellen Krisen nun „unbedingt gemeinsam, sofort und entschieden handeln“ müssen und dass es nun Zeit sei, „endlich vom Reden zum Handeln zu kommen“, vor allem „Bekenntnis-, Erlebnis- und Beruhigungscharakter“. Sie bedienten moralische und psychologische Bedürfnisse, beruhten jedoch auf einem völlig unzureichenden Verständnis spätmoderner Gesellschaften.
Wer versuche, an den Hoffnungen, Glaubenssätzen und Prinzipien dessen festzuhalten, was er Ökoemanzipatorisches Projekt (ÖEP) nennt, mache die traumatische Erfahrung, dass dieses Projekt nicht nur von seinen politischen Gegnern demontiert wird, sondern wegen seiner inneren Widersprüchlichkeit auch aus sich selbst heraus immer brüchiger wird.

### Konstituierende Elemente des ökoemanzipatorischen Projekts
Blühdorn hält es für sinnvoll, sich das ÖEP eher als sozialwissenschaftliche Konstruktion vorzustellen, denn als eine Agenda, die einem bestimmten und einheitlichen politischen Akteur zugeordnet werden könne. Auch die Neuen Sozialen Bewegungen seit den 1970er-Jahren seien ja nicht von diesen selbst so benannt worden, sondern von soziologischen Beobachtern, die aus der Distanz einer Außenperspektive Gemeinsamkeiten von verschiedenen Bewegungen erkannt hätten.
Als konstituierende Elemente des ÖEP zählt er auf:
- Beherrschung, Unterdrückung, Ausbeutung, Instrumentalisierung und Versklavung des Menschen und der Natur werden kritisiert.
- Selbstbestimmung, Befreiung von Herrschaft, Entfaltung der Eigenständigkeit und Autonomie von Mensch und Natur werden eingefordert.
- Unantastbare Würde sowie universelle Rechte seien zu garantieren. Der dem Menschen und der Natur zuerkannten Status als autonomes Subjekt ebenfalls.
- Vielfalt und Verschiedenheit sei Normierung und Standardisierung überlegen.
- An moralische Freiheit und Verantwortlichkeit wird geglaubt.
- Auf Rationalität und Vernunft wird vertraut.
- An unverhandelbare ökologische Imperative, ökologische Vernunft und Verantwortung wird geglaubt.
- Es wird an die Gestaltbarkeit von Gesellschaft und Welt und an eine kollektive Steuerungsfähigkeit geglaubt.
- Zivilgesellschaftlicher Selbstorganisation und demokratischer Selbstregierung wird vertraut.
- Bürgerschaftliche Mündigkeit und die Fähigkeit zu kollektiver Verantwortlichkeit für das Gemeinwesen werden beansprucht.
- Langfristigkeit und Vorsorge werden als Gestaltungsprinzipien betrachtet.
- Aufklärung, Information und Bildung gelten als wesentliche Mittel zur Förderung von ökologischer Mündigkeit und Verantwortlichkeit.
- Die Ausweitung demokratischer Partizipation gilt als Mittel progressiver Politik.
- Selbsteinschätzung als Avantgarde einer ökologisch, militärisch und sozial befriedeten neuen Gesellschaft.
- Das alles vor weltgesellschaftlichem Horizont und kosmopolitischer Perspektive.[6]

### Unhaltbarkeiten des ökoemanzipatorischen Projekts
Nach ausführlicher Darstellung verschiedener Krisen der Spätmoderne fasst Blühdorn zusammen, was ihm, aus diesen Krisen folgend, an den Elementen des ÖEP unhaltbar geworden scheint:
- Unhaltbar sei zum gegenwärtigen Zeitpunkt nicht der Kapitalismus, sondern die normative Erzählung von dessen Krisenhaftigkeit und Zusammenbruch sowie von der befreiten postkapitalistischen Gesellschaft.[7] Entsprechend vernachlässige, wer in der Spätmoderne weiterhin vom Ende des Kapitalismus und von der postkapitalistischen Gesellschaft spricht, dass für beides die grundlegenden Voraussetzungen fehlen.[8]
- Das Überschreiten planetarischer Grenzen bedeute nicht den Untergang der Menschheit, sondern die volle und irreversible Durchsetzung einer erdgeschichtlichen Zeitenwende zum Anthropozän. Das bedeute den Zerfall der Weltsicht und Denkweise, auf denen die bisherigen Diagnosen der ökologischen Krise und das ökologisch-emanzipatorische Projekt einer sozialökologischen Transformation beruhen.[9] Entsprechend übersehe derjenige, der angesichts der zunehmenden Instabilität und des Zusammenbruchs biophysischer Systeme kollektive Verantwortlichkeit und demokratische Selbstbegrenzung anmahnt, dass das Anthropozän genau diese Verantwortlichkeit zwar einerseits radikalisiert, andererseits aber die Grundlagen dieses Denkens radikal abschafft.[10]
- Die postdemokratische und autokratisch-autoritäre Wende sei nicht per se ein Rückfall oder Verlust; vielmehr werde die Demokratie in der Spätmoderne zunehmend als dysfunktional und legitimationsschwach wahrgenommen. Alternative Verfahren des Entscheidens und Regierens wirkten überlegen und wünschenswert.[9] Entsprechend verweigere sich derjenige, der in hergebracht kritischer Weise das Ende der Demokratie und die autokratisch-autoritäre Wende beklagt, der Einsicht, dass Autonomie, Demokratie und Mündigkeit längst zur unerträglichen Belastung geworden sind. Spätmoderne Bürger sehnten sich nach entlastender Einfachheit, Orientierung, Führung und Autorität.[10]
- Digitale Revolution und künstliche Intelligenz (KI) würden immer weniger als fundamentale Bedrohung wahrgenommen, sondern seien eine unverzichtbare Voraussetzung und Infrastruktur des guten Lebens, der Selbstentfaltung und der öffentlichen Verwaltung.[9] Entsprechend blende derjenige, der Digitalisierung und KI vor allem als Bedrohung der Autonomie und der Demokratie sieht und die politische Regulierung der KI fordert, aus, dass beide mit Entschiedenheit als „Entlastungs- und Befreiungsprojekt“ befürwortet und vorangetrieben werden.[10]
- Der Zerfall europäisch-westlicher Selbstbeschreibungen und der Verlust der globalen Führungsrolle könnten kaum als Folge einer Bedrohung durch einen äußeren Feind (China) beschrieben werden. Sie entstünden immer deutlicher aus dem Vollzug der inneren Logik der europäisch-westlichen Moderne.[9] Entsprechend verdränge derjenige, der den Aufstieg Chinas und den Untergang des Abendland als äußere Bedrohung wahrnimmt, dass die „sogenannte freie Welt“ ihre universellen Werte und ihren moralischen Führungsanspruch selbstständig und im Interesse ihrer aktuellen Verständnisse von Freiheit und Selbstbestimmung aufweicht und aufgibt.[10]

Ergänzend vermerkt Blühdorn, wenn kritische Soziologie und Nachhaltigkeitsforschung sich an den modernistischen Vorstellungen von Autonomie, Gestaltbarkeit und gesteuerter Transformation festklammerten, bestätigten sie, mit Eugen Roth gesprochen: „Am längsten hält das Unhaltbare auf der Welt.“

### Mitverantwortung ökoemanzipatorischen Bewegungen an der Unhaltbarkeit ihrer Glaubenssätze
Blühdorn diagnostiziert, dass in der Spätmoderne grundlegende Glaubenssätze der ÖEP unhaltbar geworden seien. Immer offensichtlicher werde stattdessen, das die ökoemanzipatorischen Bewegungen die sozialökologische Krise nicht nur nicht lösen können, sondern sie in verschiedener Hinsicht sogar „verschlimmbessert“ haben: „Die demokratischen Öffnungen, die sie erkämpft haben, haben die politische Gleichheit und Repäsentation zu ihren eigenen Gunsten verzerrt.“
Gegenüber der identitätspolitischen Agenda der Selbstbestimmung und Selbstverwirklichung sei die Agenda der sozialen Gerechtigkeit und materiellen Umverteilung immer zurückgestellt worden. Das habe unbeabsichtigt der Konjunktur des Rechtspopulismus Vorschub geleistet. Aufgrund ihrer hochentwickelten Verständnisse von Freiheit und Selbstverwirklichung und ihrer tendenziellen Zugehörigkeit zu bildungs- und einkommensstarken Milieus hätten Bürger und Bürgerinnen mit einem großen Nachhaltigkeitsbewusstsein oft einen überdurchschnittlich ressourcenintensiven Lebensstil und großen ökologischen Fußabdruck. Bestimmte Segmente der ökoemanzipatorischen Bewegungen hätten in einer „unheiligen Allianz“ gemeinsame Sache mit dem Neoliberalismus gemacht. Als politische, journalistische oder akademische Aktivisten hätten sie mit ihren „Hoffnungsgeschichten von der großen Transformation“ zu dem gefährlichen Eindruck beigetragen, moderne Gesellschaften hätten den Ernst und die Dringlichkeit der Lage voll erkennt, seinen fest entschlossen, eine strukturelle Transformation zur Nachhaltigkeit einzuleiten und seien dabei auch bereits auf dem richtigen Weg.
Unter der Zwischenüberschrift „Die emanzipatorische Katastrophe“ schreibt Blühdorn an anderer Stelle: „Sie haben für den ökologischen Umbau der Industriegesellschaft gekämpft und haben dabei daran mitgewirkt, dass sich die Gesellschaft der Nicht-Nachhaltigkeit verfestigt hat. Sie haben sich für Freiheit und Selbstbestimmung eingesetzt, haben damit aber nicht die mündige und inklusive Bürgergesellschaft verwirklicht, sondern die illiberale und exklusive Gesellschaft der Singularisierung mit befördert. Sie haben wir die wahre Demokratie gestritten, dabei aber nicht das Ideal der kollektiven Selbstregierung verwirklicht, sondern die autokratisch-autoritäre Wende begünstigt.“
Nichts davon sei intendiert gewesen und in keiner der drei Dimensionen könne das ÖEP als alleinige Ursache betrachtet werden, doch es gäbe eine „gewissen Komplizenschaft“.

### Auf dem Weg in eine andere Moderne
Blühdorn vermerkt, das spezifisch spätmoderne Merkmal sei, dass demokratische Ansprüche bereitwillig ab- und aufgegeben werden und autokratisch-autoritäre Governance-Formen als notwendig akzeptiert und geradezu gefordert werden. Für die nächste Gesellschaft, die andere Moderne, lasse sich vermuten, dass sie weiterhin kapitalistisch und nicht-nachhaltig sein werde und außerdem autokratisch-autoritär – „und zwar nicht nur, weil das von außen erzwungen würde, sondern ebenso, weil sich von innen ein entsprechendes Verlangen herausbildet.“
Schließlich weist Blühdorn Vorwürfe, sein Analyseansatz sei pessimistisch, deterministisch, affirmativ oder gar reaktionär, zurück. Besonders der Einwand, die vorgestellte Analyse sei beunruhigend pessimistisch, beweise ein zweifelhaftes Verständnis von Sozialwissenschaft. „Denn anders als etwa die Religion zielt die Sozialwissenschaft nicht darauf, Optimismus und Hoffnung zu generieren, sondern darauf, die Erkenntnis bzw. das Verständnis der spätmodernen Gesellschaft zu befördern.“

## Rezeption
In seiner Soziopolis-Buchbesprechung urteilt Peter Wagner: Blühdorns Buch leiste einen überaus wichtigen Beitrag zur Diagnose unserer Gegenwart. Mit seiner fundierten Kritik der Hoffnungsnarrative sowie des Katastrophendenkens und seiner beobachtungsgestützten Synthese der Elemente der Vielfachkrise nehme er einen Realitätstest vor: für die kritische Soziologie und Gesellschaftstheorie, wie auch für das urbane Milieu, das das ökoemanzipatorische Projekt diskursiv am Leben erhält, aber in der Praxis unterminiert. Das Verharren weiter Teile westlicher Gesellschaften in der „Komfortzone“ mache ihn seit Langem nervös. In diesem Sinne wünsche er dem Buch, dass es „wie eine Bombe einschlägt“ und konstruktive (selbst-)kritische Diskussionen auslöse.
In der Kieler Sozialwissenschaftliche Revue nennt Dieter Haselbach Unhaltbarkeit ein weiteres Buch darüber, dass es menschlichen Gesellschaften nicht gelingen wird, den menschengemachten Klimawandel zu stoppen – sondern dass immer andere Themen wichtiger sind. Man könne es als schonungslose soziologische Analyse der gegenwärtigen Lage in reichen Gesellschaften lesen. Oder man lese es als eine Dystopie, die mit der „anderen Moderne“ auf das Entstehen einer gesellschaftlichen und ökologischen Lage vorbereitet, die radikal von dem abweicht, was den dominanten Eliten in den Gesellschaften des globalen Nordens als der Normalzustand erscheint.
Martin Hartmann vermerkt in der Frankfurter Allgemeinen Zeitung, Blühdorns Analyse habe dort gewisse Schwächen, wo sie den Angriff auf überkommene Verständnisse der Demokratie „einseitig und fast ein wenig monomanisch“ der ökologischen Linken anlaste. Die liberale Demokratie sei kapitalistisch verfasst, das wisse Blühdorn, aber es interessiere ihn nicht wirklich.
Harry Nutt nennt Unhaltbarkeit in der Frankfurter Rundschau ein „wuchtiges Buch“, das auf vielfältige Weise herausfordernd sei und den Applaus von der falschen Seite riskiere. Wer den „düster-hermetischen Entwurf“ durcharbeite, werde mit Verweisen auf ein intellektuelles Rüstzeug belohnt, das zur Bewältigung der Krisen in der Welt und gleich um die Ecke dringend notwendig sei.